# Saint-Mathieu-de-Tréviers
Saint-Mathieu-de-Tréviers ist eine französische Gemeinde mit 4869 Einwohnern (Stand: 1. Januar 2022) im Département Hérault in der Region Okzitanien.

## Geographie
Saint-Mathieu-de-Tréviers liegt etwa 20 km nördlich von Montpellier am Fluss Terrieu.

## Geschichte
Die Gegend von Saint-Mathieu-de-Tréviers war schon zu prähistorischen Zeiten besiedelt, als Neandertaler 55.000 v. Chr. die Höhle von Hortus am Fuße der gleichnamigen Klippe nutzten. Das Château du Lébous ist eine prähistorische Stätte aus dem 24. Jahrhundert v. Chr.
Der Name des Dorfes wurde 978 zum ersten Mal urkundlich erwähnt. Graf Melgueil (Mauguio) errichtete 1090 das Château de Montferrand. 1215 ging die Grafschaft Melgueil in die Hände des Bischofs von Maguelone. Vierzig Jahre später gründete der Bischof die Freie Republik Matelles. 1574 nahmen die Calvinisten das Schloss ein und verursachten großen Schaden im Dorf. Während der Hugenotten-Rebellion von 1622 wurde das Château de Montferrand erfolglos von den katholischen Truppen des Henri II. de Montmorency belagert.

### Bevölkerungsentwicklung
| Jahr                       | 1962 | 1968 | 1975 | 1982 | 1990 | 1999 | 2009 | 2017 |
| Einwohner                  | 834  | 571  | 954  | 1505 | 2623 | 3713 | 4662 | 4790 |
| Quellen: Cassini und INSEE |      |      |      |      |      |      |      |      |